# 河南黔丹山駅
河南黔丹山駅（ハナムゴムダンサンえき）は大韓民国京畿道河南市泉峴洞・新長洞にある、ソウル交通公社河南線の駅。駅番号は558。

## 歴史
- 2021年3月27日 - 開業。[1]

## 駅構造

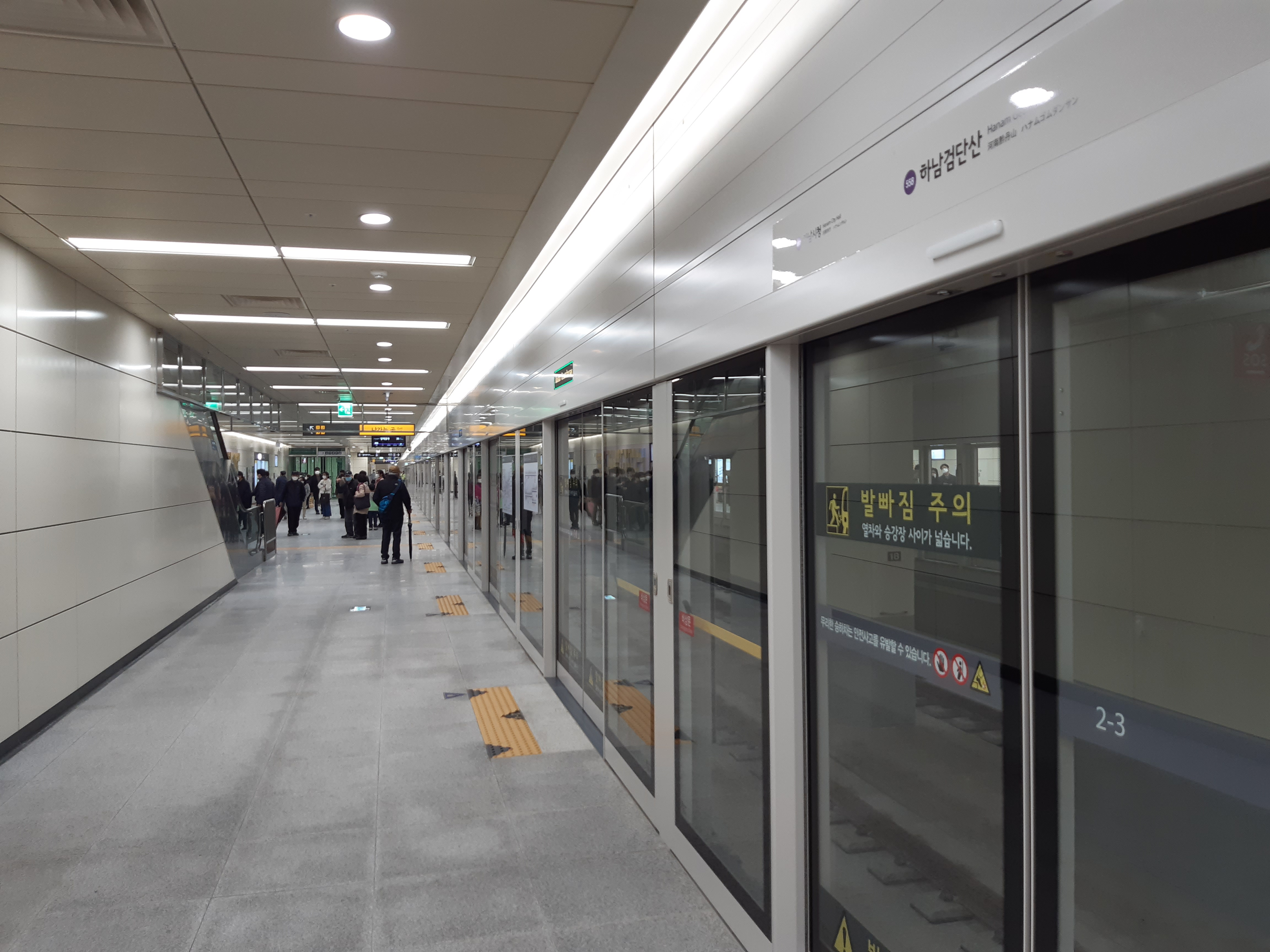
プラットホーム

2面2線の相対式ホーム。スクリーンドアが設置されている。

### のりば
案内上ののりば番号は設定されていない。 
| 上り | 5号線 | 江東・千戸・汝矣島・傍花方面 |
| 下り | 5号線 | 終着駅（下車専用ホーム）     |

## 駅周辺
- 倉隅初等学校（朝鮮語版）
- 河南経営高等学校（朝鮮語版）
- 新長中学校（朝鮮語版）
- 韓国アニメーション高等学校（朝鮮語版）
- 河南消防署（朝鮮語版）
- 河南市外バス停留場（朝鮮語版）
- 八堂大橋（朝鮮語版）
- 黔丹山（朝鮮語版）
- スターフィールド河南
  - 新世界百貨店スターフィールド河南店
  - エレクトロマート河南店
  - トイキングダムスターフィールド河南店
  - PKマーケットスターフィールド河南店
  - ノーブランド（朝鮮語版）スターフィールド河南店

## 隣の駅
ソウル交通公社
 河南線
河南市庁駅 (557) - 河南黔丹山駅 (558)